# Транквіліті (модуль МКС)
 «Спокій»  (також «Транквіліті» англ. Tranquility) — житловий модуль міжнародної космічної станції, запуск якого здійснено 8 лютого 2010. «Спокій» містить найдосконалішу в історії космонавтики систему життєзабезпечення, здатну переробляти рідкі відходи в воду, придатну для побутового використання, а також виробляти кисень для дихання. Також у «Спокої» присутні додатковий космічний туалет і система очищення повітря, що видаляє забруднення з атмосфери станції та контролююча її складу, маса модуля склала 15 тонн.

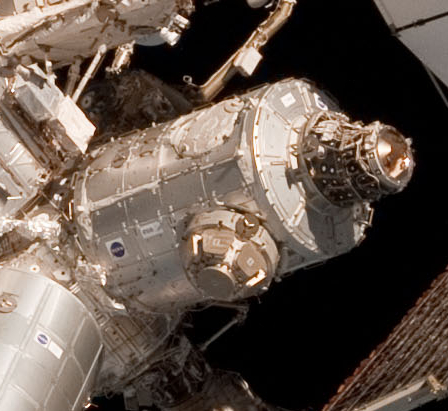
Спокій бачив верхній лівий кут з куполом і «PMA-3».

Раніше модуль називався «Нод 3» (МКС вузол 3, «Вузол 3»), своє поточне назву він отримав 15 березня 2009-о в честь космічної експедиції «Аполлон-11», що здійснила першу висадку людини на Місяці в Море Спокою (англ. Море Спокою).
У «Спокою» заплановано шість стикувальних вузлів «МУП».
До «Спокою» 16 лютого 2010 пристикований модуль «Купол» з автоматизованою робочою станцією усередині нього. Модуль допомагає при складанні компонентів станції або при її обслуговуванні. Також цей модуль служить як вікна для спостережень за Землею.
Обидва модулі на замовлення НАСА були виготовлені Італією (Італійське космічне агентство), яка має великий досвід створення герметичних модулів шатлівської станції — лабораторії Спейслеб, модулів МКС «Коламбус», «Гармонія» і запускалися на шаттл герметичних багатоцільових модулів постачання (MPLM) «Леонардо», «Рафаель» і «Донателло».
Обидва модулі запущені спільно в ході місії STS-130, і після стикування «Транквіліті» до модуля «Юніті», «Купол» пристикований до зверненого в напрямі Землі стикувального вузла «Транквіліті». «Транквіліті» матиме надлишкові стикувальні вузли, які зазвичай будуть порожніми.
Після скасування в 2001-у «Залюдненого відсіку» пішли деякі зміни в плануванні «Нод 3», зокрема, в ньому замість заявлених раніше восьмої розміщуватимуться шістнадцять стійок з обладнанням.

## Дизайн

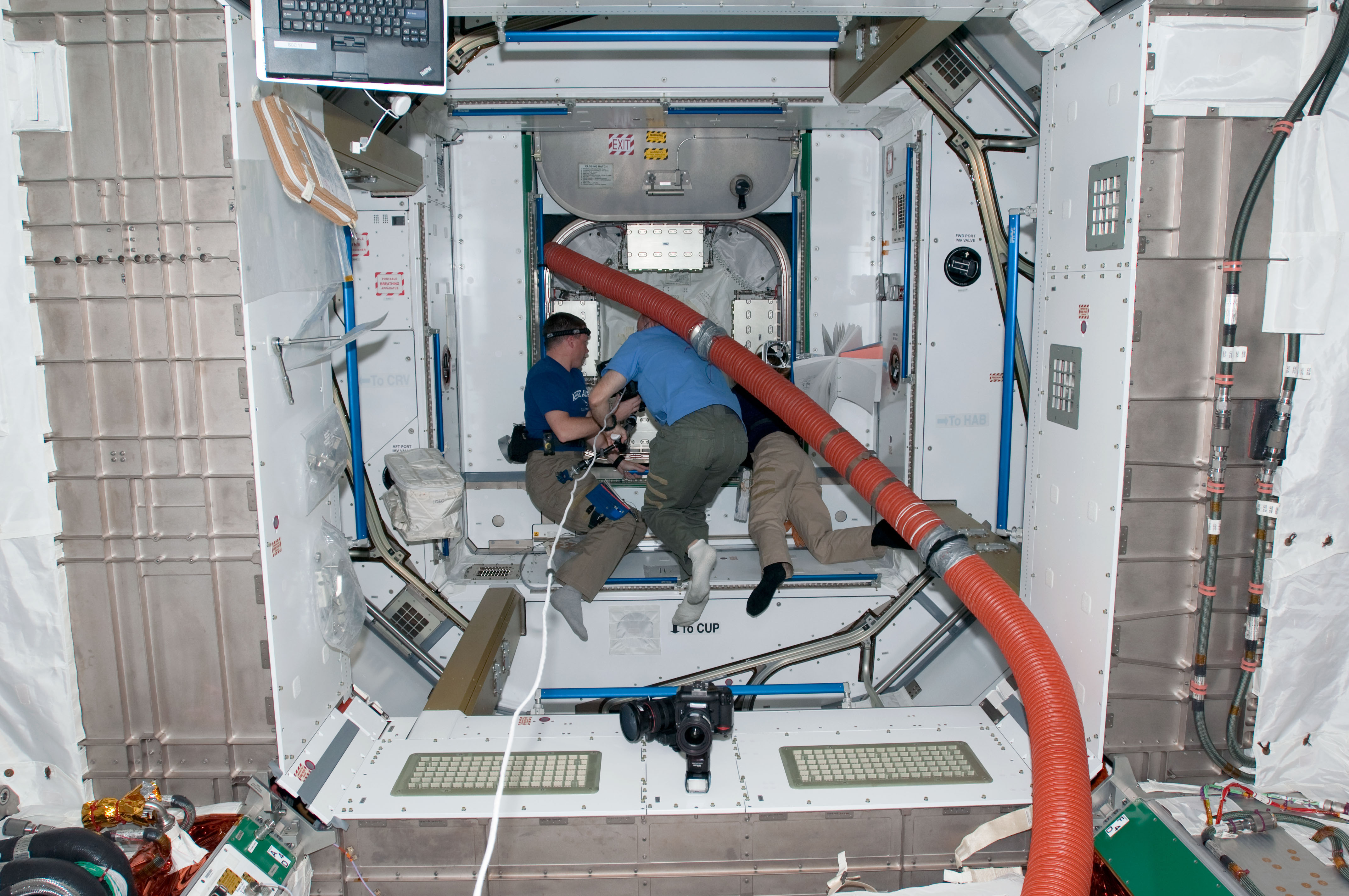
Інтер'єр «Транквіліті»

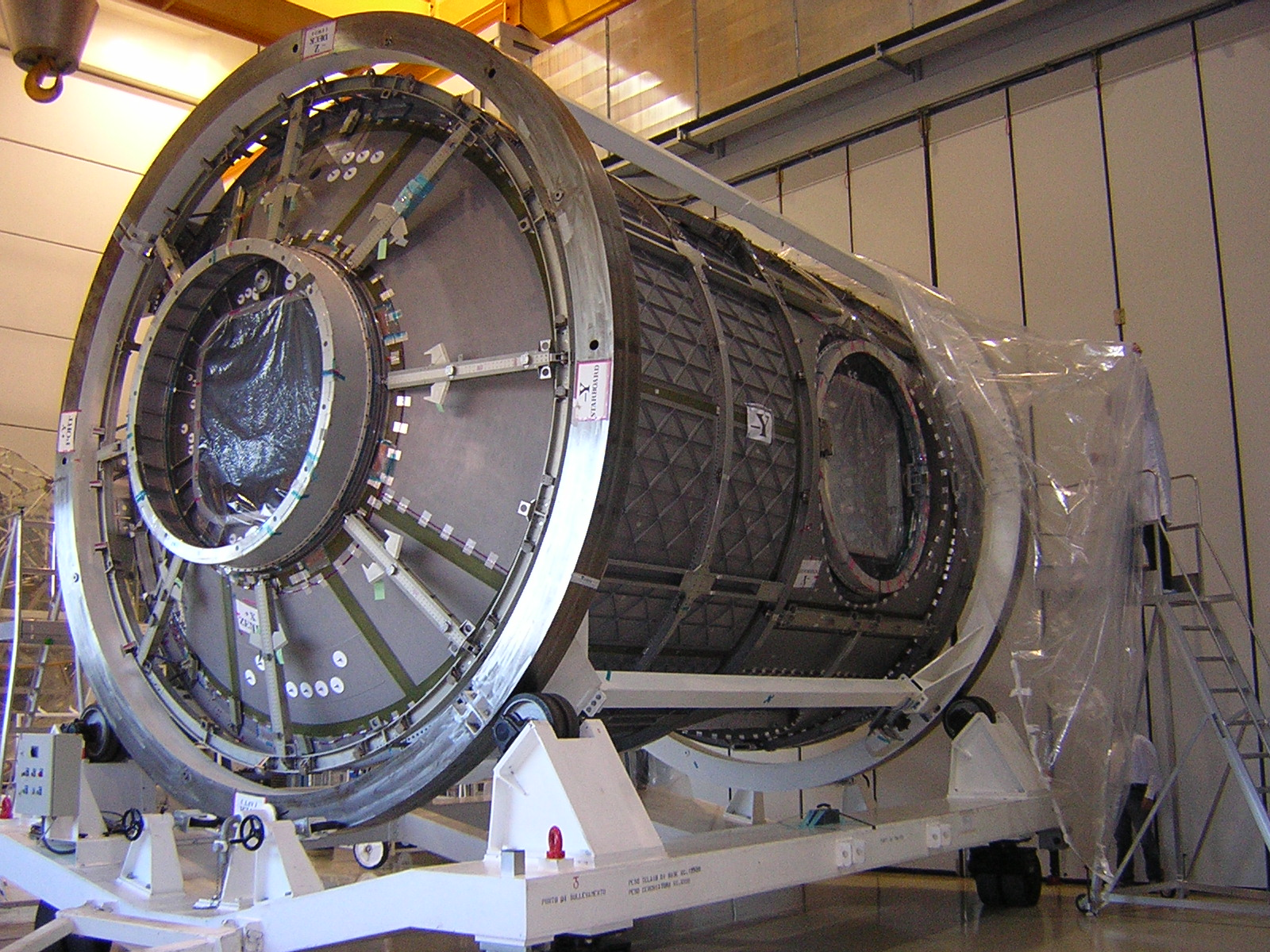
Спокій вузол під час попередньої обробки

«Транквіліті» був побудований в рамках системи бартерної ЄКА — НАСА МКС. ЄКА прагне будувати і фінансувати як «Гармонія» «Транквіліті» , а також ATV, щоб використовувати НАСА МКС складальне обладнання, літати астронавти на шатлі і на інші послуги МКС. ЄКА спільно з Італійським космічним агентством ASI побудувати як Гармонія й «Транквіліті» в «Thales Alenia Space» в Турині.
«Транквіліті» надає шість місця причальних з владою, даних і начальницького, тепло- та екологічного контролю, а також доступ екіпажу до більш приєднаних житлових обсягів або для екіпажу транспортних засобів або укладання, або відповідної комбінації всіх з них. Один з місць стоянки, використовується «Купол», в якому знаходиться робоча станція роботи всередині нього, щоб допомогти в актовому / технічного обслуговування МКС, і має вікно для спостережень за Землею. «Транквіліті» був запущений з «Купол», прикріпленою до його порту перед Загальні стоянки Механізм. Після з'єднання «Транквіліті» з портом CBM з «Юніті», «Купол» був переведений в надир, зверненої порту «Транквіліті», де він буде залишитися. Модуль має три резервних портів, що не запланованих, які будуть використовуватися, хоча є Грейфер Світильник зарезервовані для «Декстр Спеціальне цільового маніпулятора» (Декстр), який розташований на зенітного стоянки розташування. Тому що поточна конфігурація МКС потрібно «Транквіліті» бути пристикований до порту причальної розташування «Юніті», три невикористані місця причальних з «Транквіліті» були відключені і буде в основному заблокований іншими сегментами станційних в будь-якому випадку. Стикувальний модуль під тиском Парування адаптер PMA — 3 було перенесено з «Гармонії» до порту причальної розташування «Транквіліті». Переїзд PMA — 3 до місця порту «Транквіліті» пробледним, бо НАСА вирішили залишити багатоцільовий Логістика Модуль (MPLM) Леонардо постійно прикріплений до МКС, який буде розташований на Надир сторона «Юніті».
У 2001 році НАСА вважається зміною конструкції модуля. Ця ідея протягом тривалого або «розтягнутої» модуля, було результатом відстрочки / видалення модуля житла. Розтягується модуль б проведено 16 стійки, в порівнянні з базовою потужністю вісім стійок. Ця модифікація не фінансувалася і плани були занедбані.
Розміри модуля:
- Довжина: 6,70 м
- Діаметр: 4,48 м
- Злітна маса: 15500 кг
- Маса корисного навантаження: 19.000 кг.

## Галерія

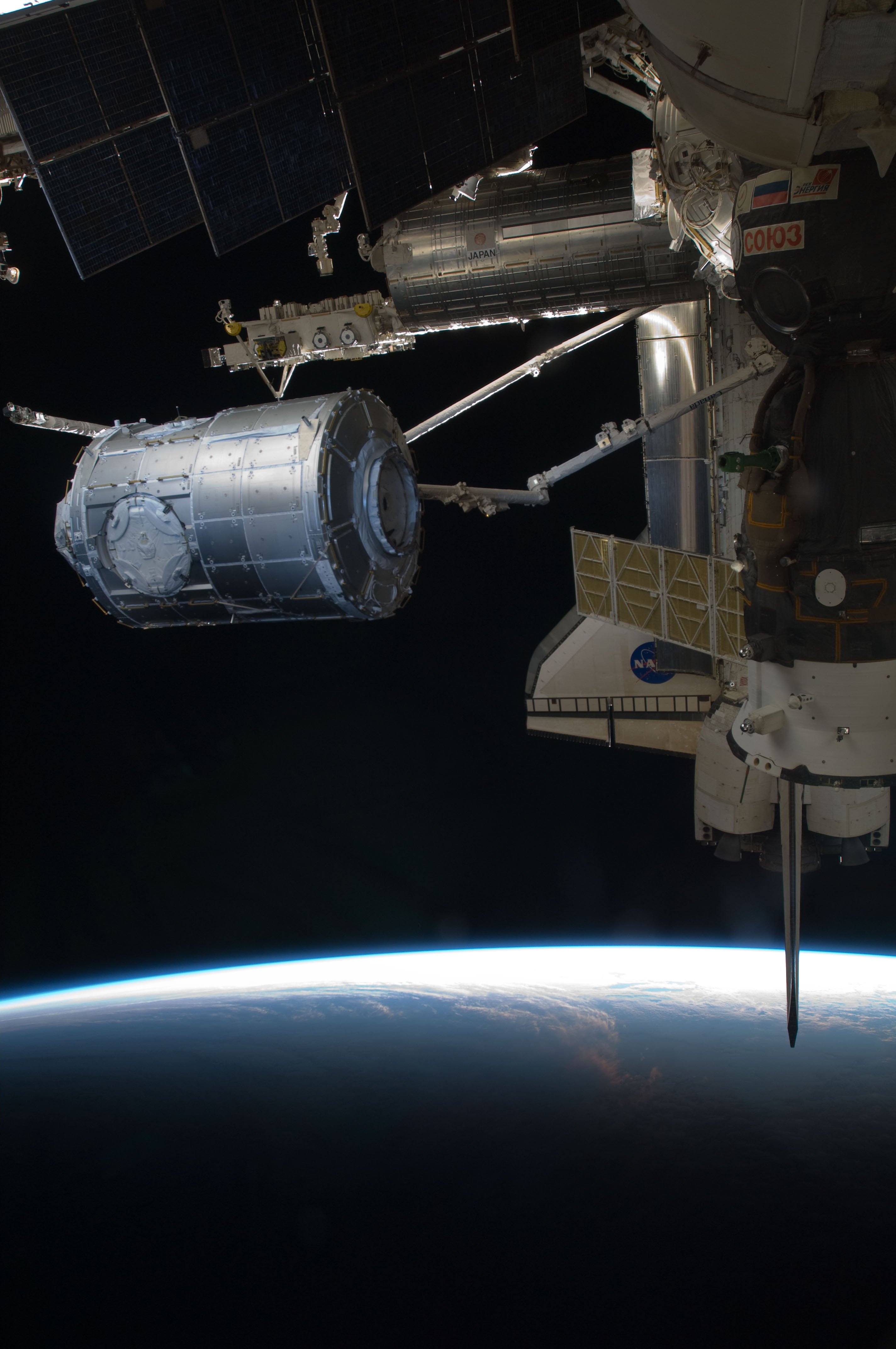
«Спокій» під час його переїзду з Індевор в положення установки на вузлі «Юніті».
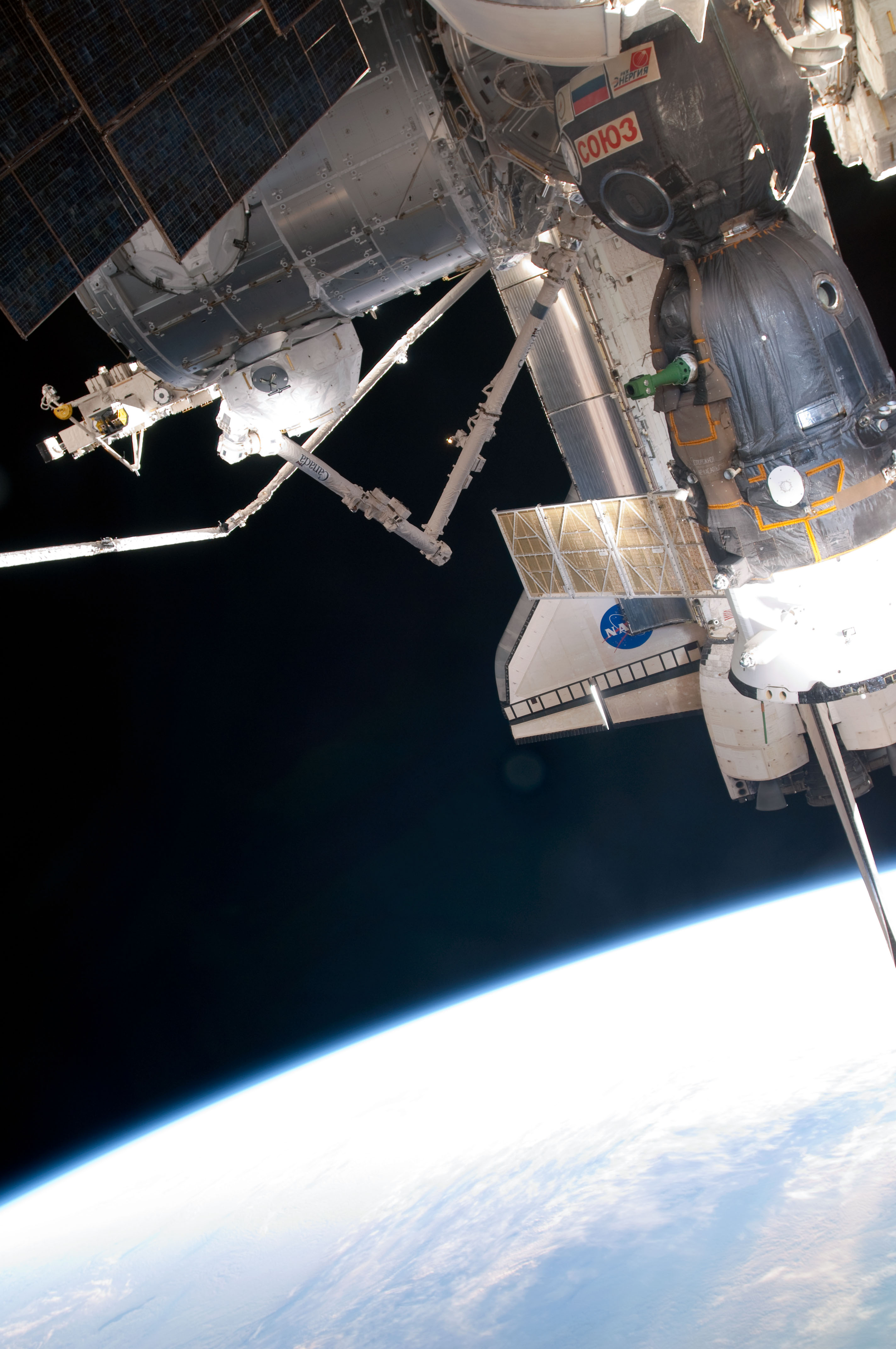
«Купол» відразу після установки на Землю, зверненої порту Спокою.
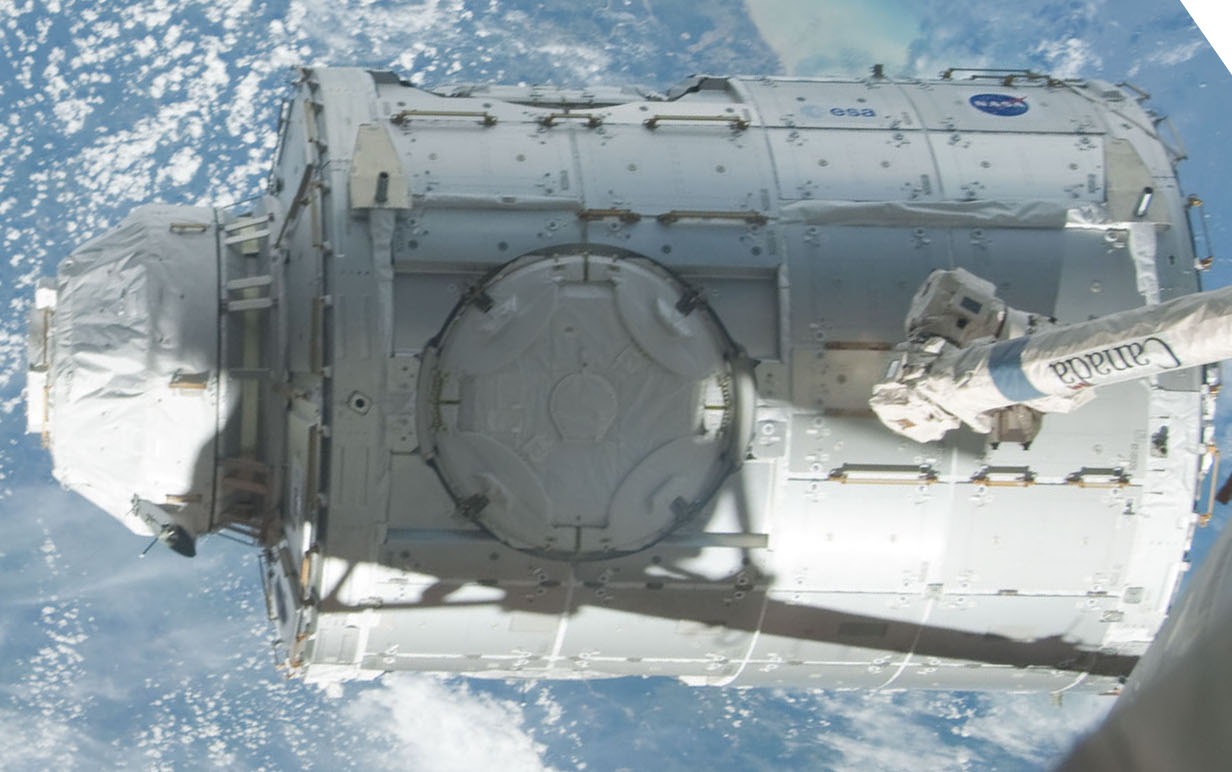
«Спокій» з куполом додається.
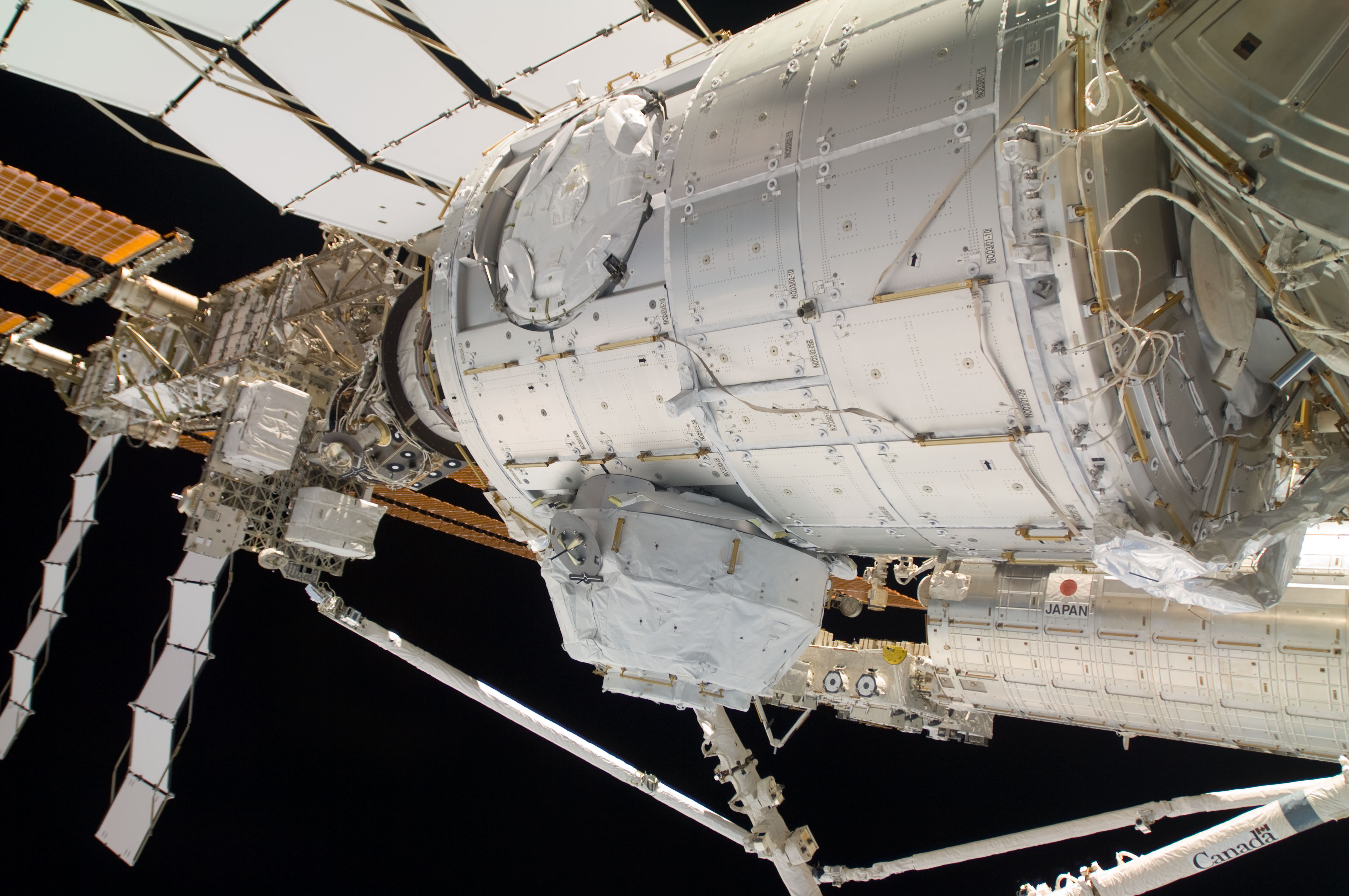
«PMA-3» переміщається в кінець Спокою. «Купол» видно на вершині з нею захисний чохол запуск ще додається.
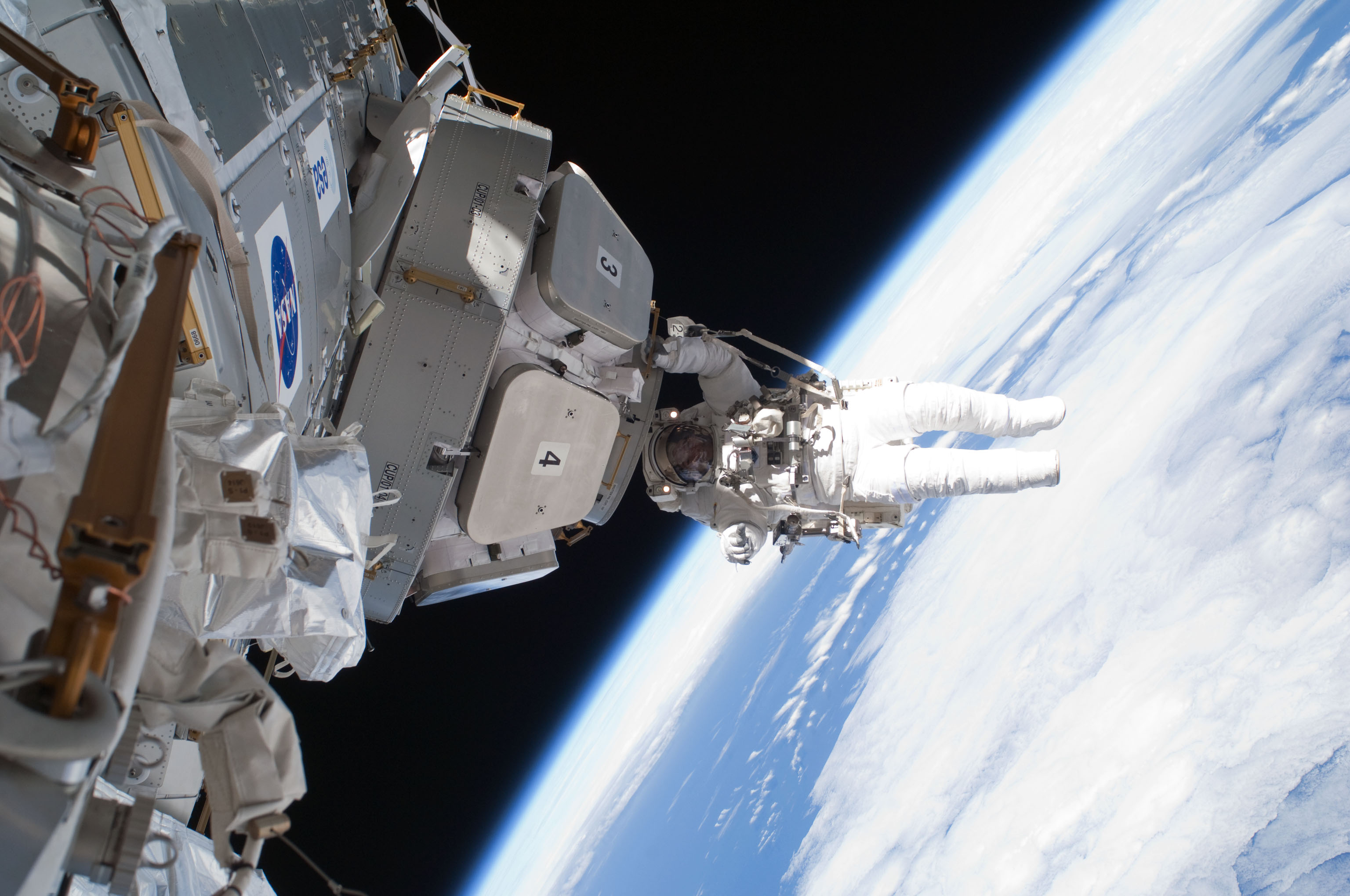
Астронавт Ніколас Патрік висить на «Купол» після ізоляції була вилучена.